# David Orcel
Pour les articles homonymes, voir Orcel.
David Orcel (né le 15 décembre 1970, à Yzeron) est un coureur cycliste français, principalement actif dans les années 1990.

## Biographie
David Orcel a couru sous les couleurs du VC Lyon-Vaulx-en-Velin, de l'AVC Aix-en-Provence et de l'ASPTT Montpellier. Il a notamment remporté le titre de champion de France de la course aux points et le Tour Nord-Isère en 1993.

## Palmarès
- 1989
  - Tour du Pays de Gex
- 1991
  - 3e de Paris-Ézy
  - 3e du Grand Prix de l'Équipe et du CV 19e
- 1993
  -  Champion de France de course aux points
  - Tour Nord-Isère
  - 2e du Tour du Béarn
  - 3e de La Pyrénéenne
- 1994
  - Grand Prix Mathias Nomblot
  - 2e des Boucles catalanes
  - 3e de La Pyrénéenne
  - 3e du championnat de France du contre-la-montre par équipes
- 1995
  - 3e du Tour de la Creuse
- 1996
  - 4e étape du Tour d'Égypte
- 1998
  - 2e de Paris-Auxerre